# Heliophobus roseosignata
Heliophobus roseosignata är en fjärilsart som beskrevs av Taco Hajo van Wisselingh 1963. Heliophobus roseosignata ingår i släktet Heliophobus och familjen nattflyn. Inga underarter finns listade i Catalogue of Life.